# Kroparica
Kroparica je potok, ki teče skozi naselje Kropa. Je povirni pritok potoka Lipnica, ki je prvi desni pritok reke Save po sotočju Save Bohinjke in Save Dolinke. Kroparica svoje vode nabira na severovzhodnih pobočjih planote Jelovica in je večkrat tudi hudourniškega značaja. Njen stalni pritok je Črni potok.